# Doupovské hory
Doupovské hory (německy Duppauer Gebirge) jsou geomorfologický celek na jihu Krušnohorské soustavy. Pohoří leží převážně na pravém břehu řeky Ohře a jen malá část mezi Ostrovem a Kláštercem nad Ohří zasahuje také na břeh levý. Název získaly podle zaniklého města Doupov.

## Geologie

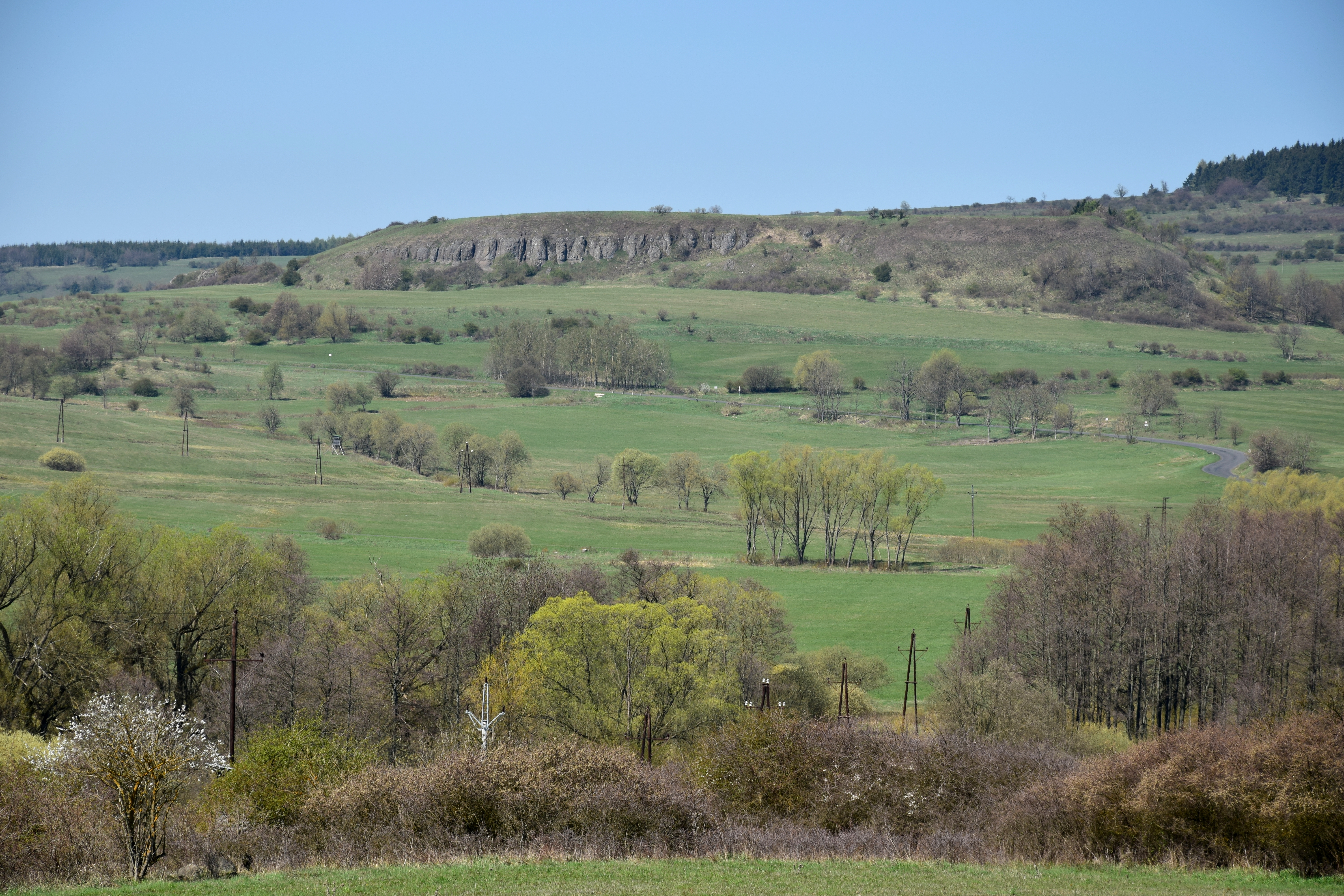
Jižní okraj Doupovských hor mezi Javornou a Radošovem

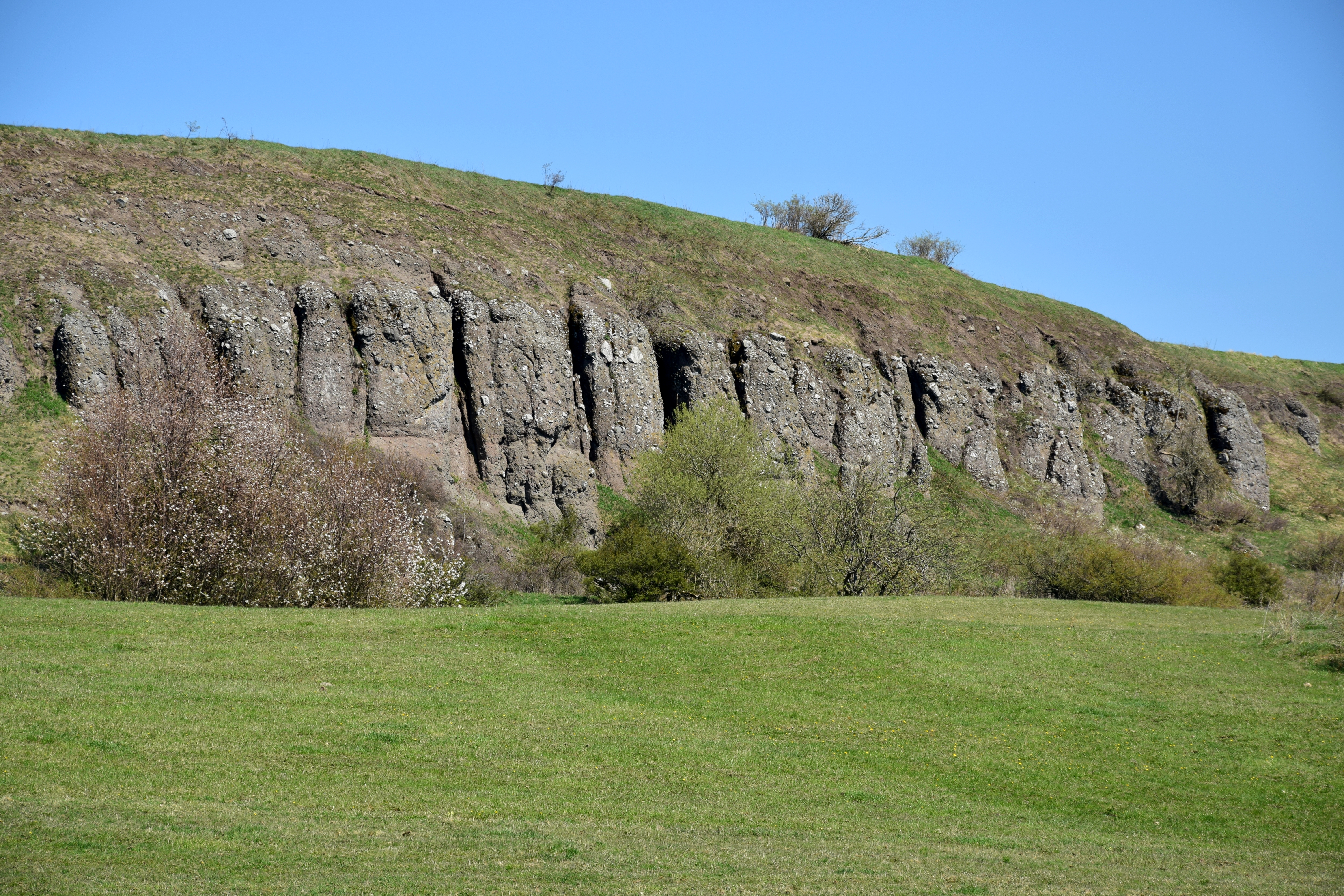
Profil laharovými aglomeráty u Javorné

Pohoří se nachází v oblasti Podkrušnohorského zlomového prolomu, kde se kříží Podkrušnohorský zlom s Jáchymovským zlomem. Nejstarší částí pohoří, která vznikala ve svrchním eocénu v době před téměř 38 milióny lety, je tufy tvořená jihovýchodní část v okolí Dvérců. Naopak nejmladší horniny z doby před 22 milióny lety (spodní miocén) se nacházejí u Vojkovic. Doupovské hory jsou tvořeny třetihorními sopečnými materiály: lávou (tefrity, leucitity) a tufem. Historicky se předpokládalo, že Doupovské hory jsou zbytek stratovulkánu, z něhož se však dochovala již jen erozí značně rozrušená kaldera. Novější stupeň poznání napovídá, že se spíše jednalo o štítovou sopku, přesněji o vulkanicko-sedimentární komplex. Sopečná centra se nacházela v oblastech Pustého zámku, Jehličné, Houšťky nebo Turče.

## Geomorfologie
V geomorfologickém členění jsou Doupovské hory geomorfologickým celkem Podkrušnohorské oblasti v Krušnohorské soustavě. Dělí se do tří okrsků: Hradišťská hornatina, Jehličenská hornatina a Rohozecká vrchovina.
Pohoří má podobu ploché hornatiny kruhovitého půdorysu, jejíž nejvyšší vrcholy o výšce 700 až 934 m obklopují oválnou erozní sníženinu ležící v úrovni přibližně 550 m. Na lávových proudech vznikly strukturní plošiny, v sypkých pyroklastických uloženinách se vytvořily příkré svahy. Snížená centrální část se otevírá směrem k východu a je odvodňována říčkou Liboc, která se k východu prořezává hlubokým údolím. Jádro pohoří je obklopeno (především na východě) oddělenými nižšími kopci, které mají podobu sopečných kup a kuželů či tabulových hor se stupňovitými svahy.

### Vybrané hory akopce
- Hradiště (934 m)
- Pustý zámek (933 m)
- Na raketě (912 m)
- Větrovec (902 m)
- Vysoká pláň (891 m)
- Velká Jehličná (828 m)
- Trmovský vrch (744 m)
- Černý vrch (678 m)
- Úhošť (592 m)
- Skytalský vrch (552 m)
- Šumburk (545 m)
- Ďětaňský chlum (540 m)

## Vodstvo
Hlavním vodním tokem území je Ohře, která odvodňuje největší část Doupovských hor, téměř 500 km². Na území Doupovských hor má délku toku 129,5 km. Přitéká ze Sokolovské pánve a na území Doupovských hor vstupuje u obce Šemnice. Území opouští pod vodní nádrží Kadaň a dále pokračuje v Mostecké pánvi. Při severozápadním okraji protéká Ohře mohutným průlomovým údolím hlubokým až 400 m.
V Doupovských horách ústí do Ohře zleva několik menších levostranných přítoků Ohře, pramenících v Krušných horách. Největším z nich je říčka Bystřice, ovšem na území Doupovských hor je její povodí pouze 9,6 km². Dalšími menšími levostrannými přítoky Ohře v území jsou Plavenský potok, Pekelský potok a Hučivý potok. Největší část Doupovských hor odvodňují pravostranné přítoky Ohře. Prvním z nich je při západní hranici Lučinský potok na jehož soutoku s nepojmenovaným potokem (lokálně Svatoborský potok) se nachází zajímavý dvojitý vodopád, označovaný jako Lučinsko–svatoborské vodopády.
Další vodní toky, které pohoří odvodňují, jsou většinou krátké a některé často vysychají. Vodní toky na vnějších svazích pohoří vytvořily radiální (prstencovitou) říční síť. Centrální a východní část odvodňují řeky Liboc a Blšanka do povodí Ohře. Vodu z jižní části hor odvádí Malá a Velká Trasovka do povodí Berounky.

### Vodní nádrže
Nejvýznamnější a největší vodní nádrží v Doupovských horách je vodní nádrží Kadaň o vodní ploše 65,4 ha s objemem vody 2,62 mil. m³. Na území se nachází asi 50 rybníků, z nichž největší je rybník Velký Rohozec na Doláneckém potoce jihovýchodně od obce Podbořanský Rohozec o vodní ploše 9,2 ha s objemem vody 166 tis. m³.

### Minerální vody

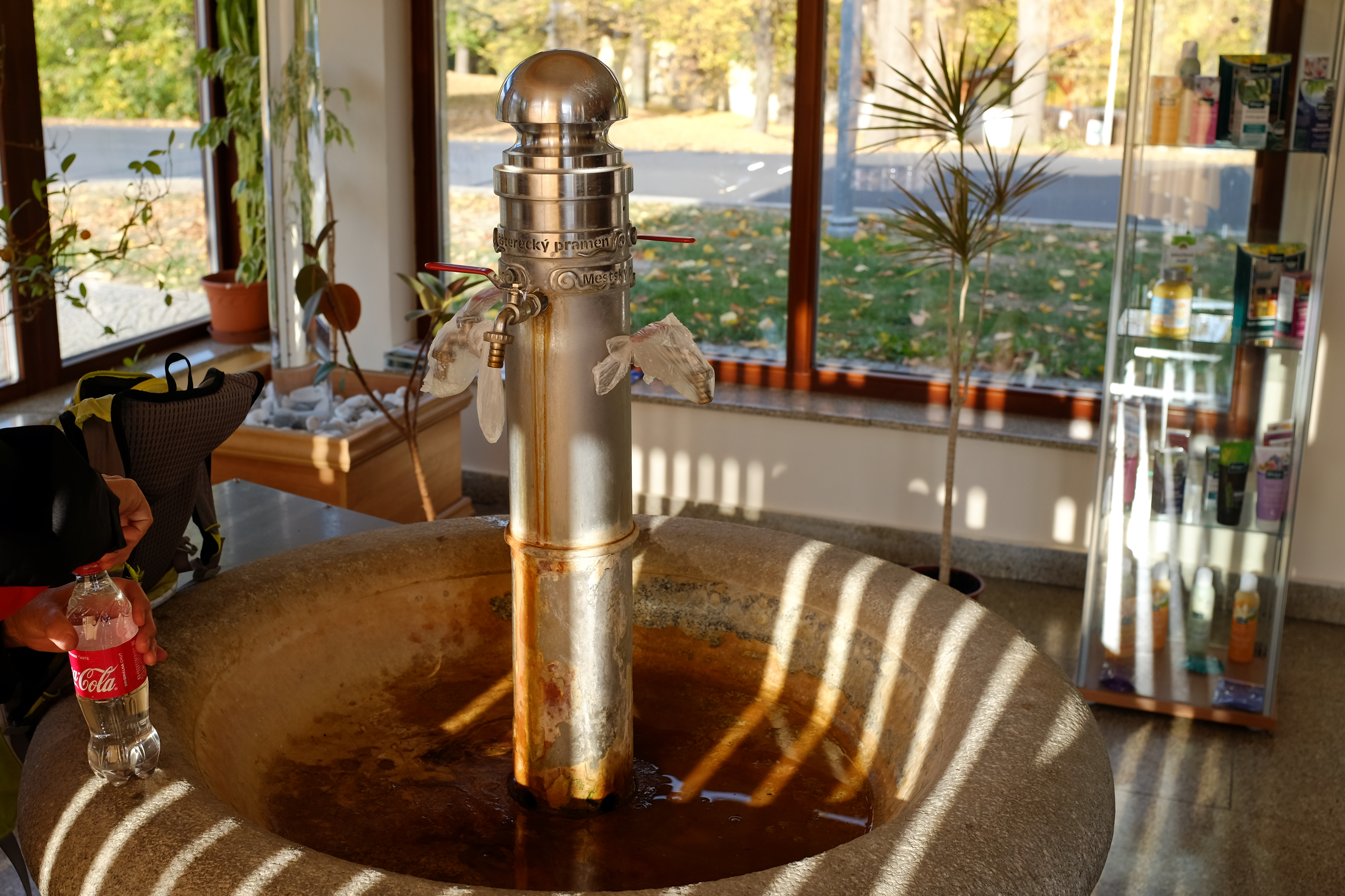
Minerálky v Klášterci nad Ohří

Přírodní mineralizované kyselky se nacházejí pouze v severní části Doupovských hor v úseku od Kyselky do zaniklé vesnice Žebletín u Kadaňského Rohozce.
Nejvýznamnější výskyty při pravém břehu Ohře jsou u v širším okolí Kyselky a Korunní. Pod obchodní značkou Mattoni se prodává studená minerální voda z mnoha vrtů v okolí Kyselky, veřejnosti je přístupný pramen Otto. Obdobná studená minerální voda, ovšem s vyšším obsahem vápníku a naopak nižší obsahem sodíku, se prodává pod obchodní značkou Korunní. Jímací vrty se nacházejí v areálu plnírny a nejsou veřejnosti přístupné. Volně přístupný je pramen v údolí v blízkosti železnice. Při levém břehu Ohře jsou významné vývěry minerálních vod u jihozápadního okraje Klášterce nad Ohří. Prameny Evženie, Městský pramen a Klášterecký pramen jsou jímány vrty a využívány v přilehlých lázních.
V údolní nivě potoka Lomnice se jímají minerální vody prodávané pod značkou Aquila.

## Ochrana přírody
Celé Doupovské hory jsou chráněny jako významná ptačí oblast soustavy Natura 2000 o rozloze 63 116 ha. Na území je také vyhlášeno významné ptačí území o rozloze 63 000 ha. Na východním okraji se nachází přírodní park Doupovská pahorkatina a do západní části zasahuje přírodní park Stráž nad Ohří.

### Maloplošná chráněná území
- Národní přírodní rezervace: Úhošť, Nebesa,
- Národní přírodní památky: Skalky skřítků, Rašovické skály
- Přírodní rezervace: Dětanský chlum, Sedlec
- Přírodní památky: Čedičová žíla Boč, Dubohabřina ve Vojkovicích, Hornohradský potok, Jalovcové stráně nad Vrbičkou, Louka vstavačů u Černýše, Malý Stolec Mravenčák, Pastviny u Srní, Pastviště u Okounova, Svatý kopeček u Kadaně, Špičák u Vojkovic, Týniště, Valeč, Valečské lemy, Valečské sklepy, Vrbina u Nové Vsi

## Turistika
Více než polovinu plochy pohoří zabírá pro veřejnost nepřístupný Vojenský újezd Hradiště. Turistické stezky proto vedou pouze po okrajových částech hor.